# Comuna Gornet-Cricov, Prahova
Gornet-Cricov este o comună în județul Prahova, Muntenia, România, formată din satele Coșerele, Dobrota, Gornet-Cricov (reședința), Priseaca, Țărculești și Valea Seacă. Se află pe malul stâng al Cricovului Sărat.

## Așezare
Comuna se află în zona central-estică a județului, pe malul stâng al râului Cricovul Sărat. Este traversată de șoseaua județeană DJ102C, care o leagă spre sud de Iordăcheanu, Urlați și Albești-Paleologu (unde se termină în DN1B), și spre nord de Apostolache, Sângeru și mai departe în județul Buzău de Cislău (unde se termină în DN10). Din acest drum, la Priseaca se ramifică șoseaua județeană DJ102R, care duce spre est la Tătaru, Călugăreni și Gura Vadului.

## Demografie
Componența etnică a comunei Gornet-Cricov
     Români (94,64%)
     Alte etnii (0%)
     Necunoscută (5,36%)
Componența confesională a comunei Gornet-Cricov
     Ortodocși (87,45%)
     Penticostali (6,33%)
     Alte religii (0,61%)
     Necunoscută (5,62%)
Conform recensământului efectuat în 2021, populația comunei Gornet-Cricov se ridică la 1.976 de locuitori, în scădere față de recensământul anterior din 2011, când fuseseră înregistrați 2.318 locuitori. Majoritatea locuitorilor sunt români (94,64%), iar pentru 5,36% nu se cunoaște apartenența etnică. Din punct de vedere confesional, majoritatea locuitorilor sunt ortodocși (87,45%), cu o minoritate de penticostali (6,33%), iar pentru 5,62% nu se cunoaște apartenența confesională.

## Politică și administrație
Comuna Gornet-Cricov este administrată de un primar și un consiliu local compus din 11 consilieri. Primarul, Ion Călin[*], de la Partidul Național Liberal, este în funcție din 2012. Începând cu alegerile locale din 2024, consiliul local are următoarea componență pe partide politice:
|  | Partid                          | Consilieri | Componența Consiliului | Componența Consiliului | Componența Consiliului | Componența Consiliului | Componența Consiliului | Componența Consiliului |
|  | ------------------------------- | ---------- | ---------------------- | ---------------------- | ---------------------- | ---------------------- | ---------------------- | ---------------------- |
|  | Partidul Național Liberal       | 6          |                        |                        |                        |                        |                        |                        |
|  | Partidul Social Democrat        | 3          |                        |                        |                        |                        |                        |                        |
|  | Alianța pentru Unirea Românilor | 1          |                        |                        |                        |                        |                        |                        |
|  | Forța Dreptei                   | 1          |                        |                        |                        |                        |                        |                        |

## Istorie
La sfârșitul secolului al XIX-lea, comuna făcea parte din plasa Cricovul și era formată din satele Țărculești, Gornet, Coșărele și Valea Boului. Ea avea 1943 de locuitori, o școală frecventată de 120 de elevi (din care 4 fete) și 4 biserici. În perioada interbelică, comuna Iordăcheanu (cu satele Iordăcheanu, Plavia și Mocești) a fost desființată și inclusă temporar în comuna Gornet-Cricov, iar satul Valea Boului a trecut la comuna Apostolache. În 1936, comuna Iordăcheanu a fost reînființată.
În 1950, comuna a fost arondată raionului Urlați din regiunea Prahova, apoi raionului Mizil din regiunea Ploiești. În 1968, județul Prahova s-a reînființat, iar comuna Gornet-Cricov a preluat și satul Dobrota de la comuna desființată Udrești.

## Personalități
- Constantin Mateescu (n. 1915), demnitar comunist
- Cristian Moșneanu (n. 10 august 1984), autor, istoric și scriitor[14]